# Šekem
Šekem je drevni kanaanski grad smješten u brdovitom kraju Efrajima, blizu gore Gerizim. Danas je na njegovom mjestu palestinski grad Nablus.

## Etimologija
Riječ šekem na hebrejskom znači „plećka“. U Post 48, 22 Izrael govori Josipu: „A tebi ostavljam Šekem, nešto više nego tvojoj braći, što sam ga svojim mačem i lukom osvojio od Amorejaca.“ Grad Šekem će sa svojim okolnim područjem biti dodijeljen Josipovim sinovima, a sam Josip će tu biti sahranjen (Jš 24, 32).

## Šekem u arheološkim i povijesnim izvorima
Kanaanske gradove Šekem i Dotan, koji su navedeni u opisu Josipovih putovanja u Post 37, spominju i vanjski izvori iz tog razdoblja. Istraživanja na oba lokaliteta pokazuju da su u razdoblju srednjeg brončanog doba ondje postojala važna i napredna naselja. Šekem spominju i egipatski izvori u 19. i 18. st. pr. Kr., a iskopine u Šekemu pokazuju znakove razaranja grada tijekom 12. st. pr. Kr.

## Šekem u Bibliji
Abraham, nakon što je primio Jahvin poziv, u kojem mu Bog obećava potomstvo, kreće u nepoznatu zemlju i sa sobom povede svog bratića Lota i svoju neplodnu ženu Saraju (Saru) (Post 11, 30). Abrahamu bijaše 75 godina kada je napustio Haran. Zajedno sa svojom pratnjom pošao je u zemlju kanaansku. Na putu iz Harana u Kanaan, Abraham se zaustavio u Šekemu (Post 12,6). Za vrijeme boravka u Šekemu Jahve govori Abramu: „Tvome ću potomstvu dati ovu zemlju“  (Post 12,7). Svoj je šator Abraham postavio između (Betela) na zapadu i Aja na istoku, gdje je podigao žrtvenik Jahvi i zazvao Njegovo ime (usp. Post 12, 8). (Jakov) je također bio u Šekemu. U njegovom slučaju naglasak stoji na tome da je on šator postavio pred gradom(Post 33, 18). Bog je rekao Jakovu da Mu načini žrtvenik u Betelu,na što je Jakov pristao i pri tom je zatražio od svih onih koji su bili s njime da odbace tuđe kumire koji se nalaze u njihovoj sredini,da se očiste i preobuku;oni predaju Jakovu sve tuđe kumire što su ih imali i naušnice što su bile o njihovim ušima,pa ih Jakov zakopa pod hrast kod Šekema (Post 35, 2-4). Prema Knjizi Postanka (Post 37, 12-14) Josipova su braća čuvala očeva stada kod Šekema. Deuteronomisti smatraju da je Jošua kao vođa ujedinjenog naroda zavladao nad „cijelom zemljom“ nakon samo nekoliko bitaka „jer se za Izraela borio Jahve, Bog Izraelov“ (Jš 10, 42). Jošuina knjiga, poglavlje 24, sadrži staru predaju o zboru u Šekemu i religijskom savezu koji su tu sklopila plemena. Naime, Jošua je sabrao sva plemena u Šekemu, gdje su obnovili obećanje da će se bojati Boga i Njemu služiti jer ih je on izbavio iz Egipta te da neće imati ništa s tuđim bogovima (Jš 24, 1). „Tako sklopi Jošua toga dana Savez s narodom i utvrdi mu uredbu i zakon. Bilo je to u Šekemu“ (Jš 24, 25). Šekem je po svom središnjem položaju bio vrlo prikladan za skupljanje plemena (usp. 1 Kr 12), a po svojoj prošlosti predestinirano mjesto za sklapanje Saveza (tu je već Abraham podigao žrtvenik – Post 12, 6-7; Jakov je tu stekao neka prava - Post 33, 18-20; i zakopao idole koje je bio donio iz Mezopotamije - Post 35, 2-4).
U Knjizi o sucima govori se o tome da su Izraelci bili nevjerni Jahvi i on ih je izručio neprijateljima, a kad su se pokajali i zavapili Jahvi, On im je poslao izbavitelja suca. To je knjiga koja predstavlja ciklus nevjernosti, kazne, kajanja i oslobođenja. Značajan dodatak knjizi je zgoda o Abimeleku (pogl. 9) koja, uz dodatke na kraju knjige (pogl. 17-21), osvjetljuje društvenu i religijsku povijest Izraela.
U vrijeme sudaca u Izraelu ponovno se javilo kanaansko idolopoklonstvo u Šekemu te su šekemski građani dali Gidenovom (Jerubaalovom) sinu Abimeleku novac iz hrama Baal-Beritova, kako bi njime naručio i platio ubojstva svoje braće, njih sedamdesetorice. Tada se Abimelek proglasio kraljem Šekema (Suci 9, 1-6). Šekemski građani ubrzo su se pobunili protiv Abimeleka jer je Bog poslao duh razdora među njih,kako bi se osvetio zločin počinjen nad sedamdeset Jerubaalovih sinova i kako bi njihova krv pala na njihova brata Abimeleka, koji ih je ubio,ali jednako tako i na građane Šekema,koji su mu pomogli da ubije braću (Suci 9, 22-24).                                                                                                       Abimelek, gnjevan što su se ljudi okrenuli od njega, razara grad (Suci 9, 45). Opsada Tebesa i Abimelekova neslavna smrt u Tebesu, gdje biva ubijen, opisani su na kraju 9. Poglavlja   (Suci 9, 50-57). Nakon smrti kralja Salomonona na prijestolje dolazi njegov sin Roboam. Kralj Roboam nije uspio obuzdati unutrašnje sukobe svojstvene kraljevstvu Izraela-između Jude i plemena na sjeveru. Čim je postao kralj (928. pr Kr.) nastupilo je razdoblje gotovo neprekidnih ratova koji su doveli do raspada kraljevstva na dva dijela: Juda sa središtem u Jeruzalemu i Izrael na sjeveru. Međusobno zavađeni i oslabljeni dijelovi nisu bili sposobni za otpor egipatskom osvajanju. Roboam je, stupivši na prijestolje, morao otputovati u Šekem da bi obnovio Savez (nezadovoljstvo sjevera je bilo potaknuto Davidovim ostavljenjem Kovčega Saveza u Jeruzalemu). „Roboam ode u Šekem, jer su u Šekem došli svi Izraelci da ga zakralje“ (1Kr 12, 1). Jeroboama, sina Efraćanina Nebata, Izraelci su proglasili kraljem „nad svim Izraelom“ (1Kr 12, 20). Jeroboam je za svoj glavni grad izabrao Tirsu, današnji Tell el-Farah, sjeveroistočno od Šekema, a utvrdio je i Šekem (1Kr 12,25).
Grad Šekem je nadživio pad Izraela. Zanimljivo je da je u srednjem brončanom dobu (oko 2200. – 1500. pr. Kr.), uz karakteristične hramove s ulazom na dužoj strani (Megido, Naharija), poznat još jedan tip hrama. Poznati su kao hramovi Migdal zbog debelih zidova i ulaza poput onih na tvrđavi, pa su uistinu bili nalik na tvrđave. Pronađeni su u Megidu, Šekemu, Hazoru itd. Potkraj brončanog doba područja hramova u ovim gradovima su napuštena. Još i danas neki Samarijanci žive u Nablusu, suvremenom gradu sjeverozapadno od položaja Šekema